# 童子町
童子町（どうじちょう）は、名古屋市中川区の地名。

## 歴史

### 沿革
- 1942年（昭和17年）1月15日 - 中川区西古渡町の一部により、同区童子町として成立[1]。
- 1975年（昭和50年）6月21日 - 大部分が山王三丁目・山王四丁目に編入される[2]。